# Gerd-Elin Albert
Gerd-Elin Albert-Hoff (* 21. April 1981 in Kristiansand, Norwegen, geborene Gerd-Elin Albert) ist eine ehemalige norwegische Handballspielerin. Sie spielte meist auf Rechtsaußen.

## Leben

### Karriere im Verein
Albert begann ihre Karriere beim norwegischen Verein Kristiansand IF und wechselte anschließend zum IK Våg. Im Sommer 2001 verließ sie ihre norwegische Heimat und wechselte nach Deutschland zum HC Leipzig. Nach fünf Jahren verließ Albert im Sommer 2007 den HC Leipzig und kehrte zu IK Våg zurück. Im Frühjahr 2010 wechselte Albert vom IK Våg zu den Vipers Kristiansand. Im Sommer 2011 beendete sie ihre Karriere.

### Karriere im Nationalteam
Sie gab ihr Debüt für die norwegische Frauen-Handballnationalmannschaft am 5. April 2002 gegen Frankreich und nahm im gleichen Jahr, an der Frauen handball EM teil. Insgesamt lief Albert in 15 Länderspielen, für Norwegen auf und konnte dabei 25 Tore erzielen.

### Persönliches
Von Winter 2012 bis 2021 arbeitete sie als Ärztin an dem Osloer Stadt Krankenhaus (Oslo Kommunale Legevakt) und seit 2019 im Ärztehaus Fastlegehuset på Strømmen.